# Banco Tangbunia
El Banco Tangbunia (ampliamente reportado de forma errónea como Tari Bunia) es un banco administrado por el movimiento indígena Turaga en la isla de Pentecostés en Vanuatu. Se destaca por tratar con artículos de riqueza tradicional, como esteras tejidas a mano, conchas o colmillos de cerdo, en lugar de monedas como el vatu. Las cuentas en el banco se cuentan en livatu, una unidad equivalente al valor de un colmillo de jabalí completamente curvado.
El Banco Tangbunia tiene catorce sucursales en toda la isla, con sede en Lavatmanggemu. El director del banco es el jefe Viraleo Boborenvanua. Fue creado de acuerdo con el apoyo del gobierno nacional a la economía consuetudinaria indígena, en un país donde la mayoría de la población no participa ampliamente en una economía monetaria. Según la BBC, el banco se parece a otros bancos en que posee "cuentas, reservas, chequeras y estrictas medidas de seguridad".
El banco debe su nombre a las cestas gigantes en las que tradicionalmente se guardaban los objetos de valor. El mantenimiento de registros en el Banco Tangbunia se realiza utilizando avoiuli, un sistema de escritura local ideado por el jefe Viraleo Boborenvanua.